# Regentschapsstraat
De Regentschapsstraat (Frans: Rue de la Régence) is een straat in de stad Brussel. Ze loopt van het Koningsplein op de Koudenberg in zuidwestelijke richting naar het Poelaertplein, waar het Justitiepaleis staat.
Langs de Regentschapsstraat bevinden zich onder andere het Rekenhof, drie van de Koninklijke Musea voor Schone Kunsten van België (het Fin-de-Siècle Museum, het Oldmastersmuseum en het Modern Museum), het Koninklijk Conservatorium, de Grote Synagoge van Brussel, de Onze-Lieve-Vrouw-ter-Zavelkerk en de Kleine Zavel.

## Naam
De straatnaam is enigszins misleidend. Ten tijde van het Verenigd Koninkrijk der Nederlanden (1815-1830) betekende 'regentie' (régence in het Frans) het geheel van gemeentelijke magistraten, tegenwoordig bekend als het college van burgemeester en schepenen. De straatnaam werd verondersteld hulde te brengen aan die instelling. De naam werd evenwel ook in verband gebracht met baron Erasme Louis Surlet de Chokier, die, voor Leopold I van België de troon besteeg, het land als regent bestuurde. De Nederlandse naam van de straat houdt dus de vergissing in stand dat de naam hulde brengt aan het 'regentschap', d.w.z. de periode waarin het land door een regent bestuurd werd. Oorspronkelijk was er ook in het Nederlands echter sprake van de 'Regentiestraat'.

## Aanleg
De Regentschapsstraat werd in twee fasen aangelegd. In 1827 deed men het deel van het Koningsplein tot de Zavel. Daarna duurde het nog bijna een halve eeuw vooraleer het tweede deel aangevat werd (tot het huidige Poelaertplein). Voor deze tweede fase, die begon in 1872, moest het Hof van Thurn en Tassis verdwijnen. 